# Oncocnemis minor
Oncocnemis minor là một loài bướm đêm trong họ Noctuidae.